# Terapia de hipertermia
La terapia de hipertermia es un tipo de tratamiento médico en el cual el tejido del tumor cancerígeno es expuesto a temperaturas suficientemente altas para dañar y destruir células de cáncer, o para hacer las células de cáncer más sensibles a los efectos del tratamiento con radiación y a ciertas medicaciones anti-cáncer.  Cuando Hipertermia es combinada con terapia de radiación, esta combinación es llamada termoradioterapia.
La Hipertermia local es generalmente aceptada para ciertos tumores pequeños y superficiales, y en una forma similar a remover el tumor con una cirugía.  La Hipertermia de cuerpo entero es considerada generalmente una promesa pero todavía es un tratamiento de cáncer experimental en los Estados Unidos, si bien es más usada y conocida en Europa.[cita requerida]
La Hipertermia es solo efectiva para cierta clase de cánceres, y todavía no es usada ampliamente. La Hipertermia es más efectiva cuando es usada con otras terapias convencionales, por lo tanto es usada generalmente como terapia coadyuvante. Los usos más efectivos de la Hipertermia están siendo actualmente estudiados.

## Mecanismo
La hipertermia puede matar o debilitar a las células tumorales, y es controlada para limitar los efectos sobre las células sanas. Las células del tumor, con una estructura vascular desorganizada y compacta, tienen dificultades para disipar el calor. La hipertermia por lo tanto, puede causar apoptosis a las células cancerosas en respuesta directa a la aplicación de calor, mientras que a los tejidos sanos le es más fácil mantener una temperatura normal.
Incluso si las células cancerosas no mueren directamente, pueden llegar a ser más susceptibles a la terapia de radiación, o a ciertos medicamentos de quimioterapia, que pueden permitir este tipo de tratamientos sean dados en dosis más pequeñas.
Un calor intenso causará la desnaturalización y coagulación de las proteínas celulares, rápidamente matando las células en un tumor. Calentamiento moderado más prolongado a temperaturas unos pocos grados por encima de lo normal puede causar cambios más sutiles. Un tratamiento de calor suave en combinación con otros factores de estrés puede causar la muerte celular por apoptosis. Hay muchas consecuencias bioquímicas de la respuesta de choque térmico dentro de la célula, incluyendo la división celular más lenta y una mayor sensibilidad a la terapia de radiación.
La hipertermia puede matar a las células directamente, pero su uso más importante es en combinación con otros tratamientos de cáncer. La hipertermia aumenta el flujo sanguíneo en la zona calentada, tal vez duplicando la perfusión en los tumores, mientras que aumenta la perfusión en el tejido normal unas diez veces o incluso más.
Esto mejora el suministro de medicamentos en el área del tumor. La hipertermia también aumenta la oxigenación o aporte de oxígeno a la zona del tumor, lo que puede hacer que la radiación sea más efectiva en dañar y matar a las células cancerígenas, así como también previene la reparación del daño inducido a estas células durante el periodo de tratamiento de radiación.
Las células cancerosas no son inherentemente más susceptibles a los efectos del calor.
Cuando se comparan los estudios in vitro, las células normales y las células cancerosas muestran el mismo resultado en respuesta al calor. Sin embargo, la desorganización vascular de los tumores sólidos tiene un resultado desfavorable en el microambiente  dentro de los tumores. En consecuencia, las células tumorales ya tienen un cierto estrés debido al bajo nivel de oxígeno, mayor que en concentraciones  normales de ácidos, e insuficientes nutrientes, por lo tanto son mucho menos capaces de tolerar el estrés añadido por el calor que una célula sana en el tejido normal.
La aplicación leve de Hipertermia, que proporciona una temperatura igual a la de una fiebre alta, puede estimular un ataque inmunológico natural contra el tumor, como parte de una respuesta fisiológica natural llamado termotolerancia.
La aplicación moderada de Hipertermia, que calienta las células en el rango de 40 a 42 °C, daña a las células directamente, además de hacer a las células sensibles a la radiación y aumentar el tamaño de los poros para mejorar la administración de moléculas grandes de agentes quimioterapéuticos e inmunoterapeuticos (peso molecular superior a 1000 Daltons ), tales como los anticuerpos monoclonales y fármacos encapsulados en liposomas.
La absorción celular de ciertos fármacos de moléculas pequeñas también se incrementa.
La mayoría de los tratamientos de cáncer con hipertermia locales y regionales se encuentran en este rango de temperatura. Temperaturas muy altas, por encima de 50 °C (122 °F), se utilizan para la ablación (destrucción directa) de algunos tumores.
En general, esto implica la inserción de un tubo de metal directamente en el tumor, y el calentamiento de la punta hasta que el tejido junto a el tubo ha sido quemado y matado.